# ارسلان‌شاه یکم
سلسله سلجوقیان عراق به عنوان یکی از سلسله‌های محلی سلجوقیان بزرگ در سال ۵۱۱ ه‍.ق توسط محمود بن محمد ملکشاه تأسیس گردید. حاکمان سلجوقیان عراق از سال ۵۱۱ تا ۵۹۰ ه‍.ق به مدت ۷۹ سال در عراق عجم یا همدان حکومت کردند. دوران فرمانروایی ارسلان شاه از سال ۵۵۶ شروع و تا سال ۵۷۱ ه‍.ق ادامه یافت و به مدت پانزده سال هفت ماه سلطنت کرد. یکی از مشخصه‌های مهم سیاسی در دوران سلطنت ارسلان شاه نفوذ بیش از حد امیر اتابک ایلدگز در سلطنت ارسلان شاه بوده‌است. در واقع تصمیمات مهم سیاسی توسط امیر ایلدگز اتخاذ می‌شد و ارسلان شاه عملاً درسایه سلطنت قرارگرفته بود. اما با این همه اوصاف ارسلان شاه توانست به کمک امیرایلدگز از وقایع و تحولاتی که در دوران سلطنتش رخ داد ازجمله دسیسه‌های ابن هیبره و حمله گرجیان به قلمرو مسلمانان و اسارت شهر آذربایجان توسط گرجیان، مبارزه با اسماعیلیان و فتح قلعه‌های آنان و غائله عدم پرداخت مالیات توسط توسط امیر اینانج حاکم شهر ری خاتمه دهد که همین امر باعث ثبات و استواری نسبی پایه‌های حکومت سلجوقیان عراق در دورهٔ زمامداری ارسلان شاه شد.

## شرح مختصر از تحولات اجتماعی سیاسی حاکمان سلجوقیان عراق
سلجوقیان عراق شعبه‌ای از سلجوقیان بزرگ بود که ازسال ۵۱۱ تا ۵۹۰ ه‍.ق به مدت ۷۹ سال در عراق عجم و کردستان حکومت می‌کردند. پس از مرگ ملکشاه قدرت سلجوقیان تجزیه گردید. شاخه‌ای از سلجوقیان در شرق ایران به نام سلجوقیان عراق حاکمیت یافتند. پایتخت سلجوقیان عراق شهر همدان بود.
سلجوقیان عراق ادامهٔ سلجوقیان ایران هستند که از دورهٔ سلطان سنجر در آن‌جا حکومت کردند که عبارتند از:
اولین حاکم سلجوقیان عراق مغیث الدین محمود بن محمد ملکشاه بود (۵۱۱ تا ۵۲۵ ه‍.ق) که به مدت ۱۴ سال حکومت وی به طول کشید. با خلیفه مسترشد درگیر و بغداد را تصرف کرد ولی سرانجام با او صلح کرد و در پایتخت خود در شهر همدان فوت کرد.
غیاث الدین داود بن محمود جانشین محمود بن محمد بن ملکشاه شد (۵۲۶ تا ۵۲۵ ه‍.ق) دوران سلطنت وی کمتر از هشت ماه بود. طغرل بن محمد (۵۲۶ تا ۵۲۵ه‍.ق)؛ از طرف سنجر حاکم عراق شد ولی برادرش مسعود با او درگیر شد و در مجموع مدت زمامداری وی یک سال بود. مسعود بن محمد (۵۲۹ تا ۵۴۷ ه‍.ق)؛ در دورهٔ او خلیفه مسترشد قصد حمله عراق و قهتان و خراسان را داشت ولی توسط فدائیان اسماعیلی کشته شد. مسعود عازم بغداد شد خلیفه راشد متوجه حرکت وی و عازم اصفهان شد که اوهم توسط فدائیان کشته شد سپس مسعود، مقتضی را خلیفه قرار داد. دوران سلطنت مسعود بیشتر صرف جنگ با امرای خود و کسانی که برادران و برادر زادگان وی را علیه پادشاهی اش شوریدند شد. سلطان مسعود بزرگترین و مقتدرترین سلطان سلجوقی عراق بود. سلطان مسعود با برتری سیاسی خود دربرابر نهاد خلافت تا حدودی موازنه قدرت را برهم زد. جانشینان سلطان مسعود مردان لایق وبا نفوذی برای حفظ دستاوردهای وی نبودند. با مرگ سلطان مسعود عملاً اتابکان اداره حکومت سلجوقیان را بدست گرفتند وبر سلاطین آل سلجوق غلبه یافتند
معزالدین ابوالفتوح ملکشاه بن محمود (۵۴۷ به مدت چهارماه) جانشین سلطان مسعود مقتدر شد. اما با توجه به اینکه فردی شراب خوار و خوش گذران وبی کفایتی بود امرای سلجوقی وی را پس چهارماه از سلطنت خلع کردند.
غیاث الدین ابو شجاع محمد ثانی محمدبن محمود (۵۴۷ تا ۵۵۴) جانشین ابوالفتوح ملکشاه شد.
غیا ث الدین ابوالفتوح سلیمان بن محمد (۵۵۴ تا ۵۵۶) در دوران سلطنت وی سلجوقیان دچار اختلافات داخلی و درگیری با هم بودند. سلیمان شاه نیز فردی بی‌کفایت و شراب‌خوار بود. و در مدت یک سالی که به حمکرانی می‌پرداخت بیشتر به لهو لعب و خوشگذرانی مشغول بود تا اینکه به فکر اوضاع و احوال حکومت ومردم باشد. مردم و حکومت به خاطر حرکات ناپسند و عدم تقید وی به حکومت از او ناراضی بودند و همین امر باعث شورش امرا علیه وی گردید که در نهایت او را حبس و در سال ۵۵۶ ه‍.ق به قتل رساندند
ارسلان شاه بن طغرل (۵۵۶ تا ۵۷۱ ه‍.ق) با توجه به اینکه موضوع تحقیق مربوط به تحولات سیاسی اجتماعی دوران سلطنت ارسلان شاه می‌باشد به‌طور مفصل در مورد آن در تحقیق مورد نظر پرداخته می‌شود.
طغرل بن ارسلان شاه (۵۷۱ تا ۵۹۰ ه‍.ق)؛ در جنگ با تکش خوارزمشاه به قتل رسید و عمر دولت سلجوقیان ایران و عراق به پایان آمد

## رکن الدین ابوالمظفر ارسلان شاه بن طغرل
بامرگ سلیمان شاه بن سلطان محمد در سال ۵۵۶ ه‍.ق سلطان ارسلان شاه بن طغرل جانشین وی شد. سلطان ارسلانشاه از سال ۵۵۶ تا ۵۷۱ ه‍.ق به مدت پانزده سال هفت ماه حکومت کرد و در سن چهل سه سالگی در همدان درگذشت. یکی از موارد مهمی که در دوران سلطنت ارسلان شاه باید به آن توجه کرد نفوذ بسیار زیاد اتابک ایلدگز در تصمیم‌گیری‌های که ارسلان شاه داشته‌است می‌باشد. همانطوری‌که قبلاً گفته شد با مرگ مسعود بن محمد ملکشاه شاهد ظهور افرادی تحت عنوان اتابک در دستگاه حکومت سلجوقیان هستیم که این افراد از نفوذ بسیار بالای در دستگاه حکومت سلوجوقیان برخوردار بودند. و در زمره تصمیم گیرندگان اصلی به‌شمار می‌آمدند. فرمانروای حقیقی و تصمیم گیرنده اصلی امور سلطنت در دوران ارسلان شاه، اتابک ایلد گدز بود. ارسلان شاه نیز از نفوذ و قدرت اتابک ایلدگز با خبر و آگاه بود و تلاش می‌کرد تا خودرا از نفوذ اتابک ایلدگز برهاند هرچند که عمر کوتاهش مجال به انجام کار را به وی نداد. اتابک ایلگدز به نام ارسلانشاه توانست دولتی بالنسبه معتبر از حوالی تفلیس تا حدود مکران تشکیل دهد. مهم‌ترین تحولاتی که در دوران امیر ارسلان شاه رخ داد می‌توان به دسیسه‌های ابن هیبره، حمله گرجیان به قلمرو مسلمانان و اسارت شهر آذربایجان توسط گرجیان، مبارزه با اسماعیلیان وشورش امیراینانچ حاکم شهرری اشاره کرد که در ادامه پژوهش به هرکدام از آن‌ها پرداخته می‌شود

## مبارزه با گرجی‌ها
از وقایع مهم سلطنت ارسلان شاه لشکرکشی او و اتابک ایلدگز به گرجیان در سال ۵۵۷ ه‍.ق و جنگ با گیورگی سوم (۵۸۰ تا ۵۵۱) می‌باشد. حکومت ایلدگزیان در آذربایجان مصادف با مرحله جدیدی از فعالیت‌های تجدید حیات یافته شاهان گرجستان بود. [1]گرجیان در زمان گیورگی سوم از غیبت اتابکان ایلد گز در منطقه استفاده کردند و به شهرآنی حمله کردند. و بسیاری از اهالی آن منطقه را کشتند و به غارت اموال مردم پرداختند. اماگرجیان دوباره در سال ۵۵۷ ه‍.ق به مناطق مسلمان‌نشین حمله کردند و شهر دوین را تصرف کردند. و در جنگی که بین ارسلان شاه و گرجیان در نزدیکی قلعه لوکری صورت گرفت مسلمانان شکست سختی به گرجیان وارد کردند. وسرزمین‌های آنی و دوین را پس گرفتند وغنایم واسرای زیادی به دست مسلمانان افتاد وشروانشاه رامطیع خودساختند

## امیر ارسلان شاه و اسماعیلیان
در زمانی که اتابک ایلدگدز و سلطان ارسلان برای سرکوبی گرجیان به منطقه قفقاز لشکر کشی کردند در غیاب امیر ارسلان شاه و اتابک ایلد گدز اسماعیلیان در قزوین قلعه‌های خودرا بازسازی و مرمت کردند. اسماعیلیان با مقاومت مردم قزوین مواجه شدند. و پس از بازگشت ارسلان شاه از جنگ با گرجیان نزد وی رفتند و شکایت کردند؛ و ارسلان شاه برای دفع فتنه اسماعیلیان به قلعه‌های آن‌ها حمله‌ور شد. طی چهار ماه حمله به اسماعیلیان، ضربات سنگینی به آن‌ها وارد کرد و توانست قلعه‌های اسماعیلیان را فتح و ویران کند و ارسلان شاه بافتح قلعه‌های اسماعیلیان لقب ارسلان قلعه گشای نام گرفت.

## ارسلان شاه و دسیسه‌های ابن هیبره
خلیفه عباسی و وزیر او عون الدین هیبره با هدف درهم شکستن قدرت سلجوقیان سعی کردند با نفوذ بر افکار و اعمال امرای سلجوقی در سلطنت ارسلان شاه اختلال ایجاد کند. پس از آنکه ارسلا نشاه به سلطنت رسید، اتابک ایلد گز نماینده‌ای به بغداد فرستاد و از خلیفه عباسی مستنجد درخواست کرد که درعراق هم به نام ارسلان شاه خطبه خوانده شود. در بغداد، فرستاده ایلدگز مورد بی‌احترامی قرار گرفت و به صورت نامناسب شهر بغداد را ترک کرد.
ابن هیبره با ارسال نامه به اتابک زنگی سلغری ازوی خواست به نام شاهزاده تحت حمایت خود محمود بن ملک شاه خطبه خواند. امیر زنگی نیز شاهزاده محمود را ار قلعه بیرون آورد و در زمانی که امیر اینانچ و امرای دیگر ضد ارسلان شاه و اتابک متحد شدند ملک محمود را با ۲۰۰۰۰سپاه نزد آنان فرستاد. از سوی دیگر ارسلان شاه به اصلاح روابط خود با امیراینانچ حاکم ری پرداخت ایلد گدز سپس از حاکم مراغه درخواست تبعیت از ارسلان شاه را کرد اما حاکم مراغه از پذیرش درخواست ایلد گدز خودداری کرد آنچه باعث گستاخی و سرکش شدن امیر مراغه شد دسیسه‌های ابن هیبره وزیر مستنجد خلیفه عباسی بود که با وعده خواندن خطبه سلطنت به نام پسر محمدشاه فرمانروای مراغه را فریفته بود. با توجه به آنچه رخ داده بود ایلدگز از پسرش پهلوان محمد خواستار سرکوب فرمانروای مراغه شد. اما فرمانروای مراغه با کمکی که از پادشاه ارمنستان گرفت پهلوان محمد را شکست داد و به سوی همدان فرار کرد. از طرف دیگر ابن هیبره به حاکم فارس نامه نوشت و به او وعده داد در صورت پیروزی بر ایلدگز، خطبه سلطنت برنام محمود بن ملک شاه که در نزد امیرزنگی حاکم فارس به سر می‌برد بخواند. به این ترتیب، حاکم فارس به دراخواست ایلدگدز مبنی بر تبعیت حاکم فارس از ارسلان شاه پاسخ منفی داد و از سوی دیگر، پس از فراهم آوردن نیروی نظامی خویش، به امیراینانچ پیشنهاد اتحاد را داد. امیراینانچ با ده هزار سوار به کمک امیرزنگی فارس شتافت. در همان زمان، ابن هیبره سرداران و امیران ارسلان شاه را ضد او وهمکاری با امیر زنگی فارس و اینانچ تحریک می‌کرد. سرانجام نبردی بین امیر اینانچ که از حمایت امرای متعددی برخوردار بودبا امیر ایلدگدز که از حمایت پسرش قزل ارسلان برخورداربود شکل گرفت؛ و در نبردی که در سال ۵۵۶ ه‍.ق در ساوه شکل گرفت لشکریان امیرایلد گز بر سپاه امیر اینانچ پیروز شدند.. پس از چندی امیرزنگی فارس نیز درگذشت و اتابک زنگی جدید از سلطان ارسلان شاه وایلدکدز امان خواست و برای جلب خاطر ارسلان وایلدگدز هدایای ارزشمند به دربار ارسلان شاه فرستاد به این ترتیب با اتفاقاتی که رخ داد ارسلان شاه وایلد گدز از شر دسیسه‌های ابن هیبره خلاص شدند

## شورش امیرایناچ و پاسخ ارسلان شاه به تحرکات وی
امیر ایناچ برای توسعه قلمرو تحت حاکمیت خود، به بهانه نفوذ بیش از حد اتابک ایلد گدز بر حکومت عراق با عدم پرداخت مالیات از پیش تعیین شده در سال ۵۶۴ ه‍.ق علیه اتابک ایلد گدز و ارسلان شاه شورش کرد
اما با نبردی که بین نیروهای دوطرف رخ داد امیراینانچ شکست خورد و از قلمرو خود، ری عقب‌نشینی کرد. اینانچ جهت تقویت بنیه نظامی خود دست به اقداماتی زد و از ایل ارسلان خوارزمشاه کمک طلبید؛ و خوارزمشاه نیز جهت تقویت نیروی نظامی اینانچ و برطرف کردن نیازهای سپاه ایناچ سه هزار دینار به وی پرداخت کرد. اینانچ به یاری سربازان خوارزمی ری را پس گرفت و به شهرهای ساوه، ابهر، و زنجان حمله کرد وعده زیادی ازمردم این منطقه را به اسارت و بردگی گرفت. در پاسخ به حملات ایناچ، ارسلان شلاه از ایلدگدز طلب کمک کرد. اتابک ایلدگدز امیر ایناچ و متحدینش را در نزدیکی ساوه در سال ۵۵۶ ه‍.ق شکست دادو آن‌ها به مدت چهار ماه در قلعه ری محاصره کرد. ایلدگدز با حملات مکرر خود شرایطی سخت برای ساکنین قلعه به وجود آورد و امیرایناچ ناگزیر شد که درخواست صلح بدهد. ایلدگز درخواست او را به وزیر وی سعدالدین اشل ارجاع داد و درهنگام مذاکرات سعدالدین را تحریک به کشتن امیر اینانچ کرد سعدالدین به کمک سه تن از غلامان اینانچ وی را به قتل رساند

## روابط ارسلان شاه و سلجوقیان کرمان
با مرگ ملک قاورد فرمانروای سلجوقیان عراق در کرمان، پسرش ارسلان شاه جانشین وی شد. ارسلان شاه از برادرش بهرام شاه که مدعی تخت و تاج سلطنت بود شکست خورد و به اتابک ایلدگز و ارسلان شاه پناه برد و از آن‌ها کمک خواست. ارسلان از جایگاهی والا نزد اتابک ایلدگز و ارسلان شاه برخوردارشد. اتابک ایلدگدز اموال و سپاهیانی در اختیار ارسلان قرارداد و ارسلان شاه به همراه نیروهای اعزامی ایلدگدز درسال۵۶۵ ه‍.ق به کرمان بازگشت. بافرار بهرام شاه بردسیر و قلعه‌های آنجا را فتح کرد. ملک ارسلان پس از فتح کامل کرمان، درازای خدمت سپاهیان سلجوقه عراق تمام اموال قلعه بردسیر از قبیل سلاح، فرش، نقره، به فرمانده سپاه عراق بخشید

## روابط امیرارسلان شاه و حاکم نیشابور (موید ای آبه)
امیر موید ای آبه حاکم نیشابور در سال ۵۵۸ ه‍.ق به قومس حمله کرد و شهرهای بسطام و دامغان را تصرف کرد. وی یکی از فرماندهان خودرا به نام امیر تنکز را بر امارت آن شهر گماشت. اتابک ایلدگدز که رابطه حسنه‌ای با امیر موید آّبه داشت از طرف ارسلان شاه هدایای گرانبهای برای آن فرستاد و امیر موید آبه نیز هدایا را پذیرفت و در قلمرو حکومت خود خطبه به نام ارسلان شاه خواند. امیر موید ای در سال ۵۶۲ ه‍.ق در پی فشار حملات خوارزم شاه به خراسان به اتابک ایلد گدز نامه نوشت و در مورد اهداف ایل ارسلان نسبت به خراسان و دیگر شهرها هشدار داد. اتابک ایلد گدز نیز به خوارزمشاه گوشزد کرد که خراسان بخشی از قلمرو سلجوقیان و تحت فرما نروای امیر ارسلان شاه است. ناگهان ایل ارسلان خوارزم شاه قصد حمله به نیشابور را کرد که امیر موید ای به مقابله با لشکریان ایل ارسلان برخاست. بار دیگر ارسلان خوارزم شاه به نیشابور حمله کردو نیشابور را به مدت دوماه محاصره کرد. این بار امیر موید ای با توجه با اوضاع آشفته سلجوقیان، نفوذ اتابک ایلدگز را بهانه کرد و به سمت ایل ارسلان خوارزم شاه متمایل

## فرجام کار ارسلان شاه و اتابک ایلدگز
هنگامی که اتابک ایلدگز برای دفع حملات ایل ارسلان خوارزم شاه لشکر کشی کرد گرجی‌ها از اغتشاشات داخلی ایران ونبود سپاه ایلدگز استفاده کردند و بار دیگر به مناطق مسلمان‌نشین قفقاز حمله‌ور شدند. اتابک ایلد گز برای دفع فتنهٔ آنان دست به اتحاد با سایر امرای بزرگ منطقه زد و همراه ارسلان شاه عازم نخجوان شد. در بین راه امیر ارسلان شاه به دلیل بیماری از همراهی با ایلدگز بازماند. اتابک ایلد گز توانست شهرهای گرجیان را یکی پس از دیگری فتح کند و مرزهای امپراتوری سلجوقی به شهر آق رساند. پس از غارت اهالی آن دیار به نخجوان بازگشت. سرانجام اتابک ایلدگز درسال۵۷۱ ه‍.ق درگذشت. پس از مرگ ایلد گز پسر بزرگ او نصرت الدین محمد جهان پهلوان به سرعت خود را به نخجوان رساند و جانشین پدر شد از سوی دیگر ارسلان شاه برای رهایی از سلطهٔ ایلدگزیان به کمک و تشویق سایر امرا، سپاهانی دراطراف خود جمع کرد و به آذربایجان حمله کرداما در شهر زنجان به علت بیماری مهلک از ادامه حرکت بازماند و ناگزیر روابط دوستانه‌ای با اتابک پهلوان برقرارکرد در پی مرگ امیرایلدگزابن سنکا برادرزاده شمله حاکم خوزستان نیز به نهاوند حمله کرد و شهر نهاوند را تصرف و به غارت اموال مردم پرداخت سپس به عراق عرب حمله کرد. در پی این حمله خسارت‌های فروانی بر امیرنشین‌های منطقه وارد شد. امیر پهلوان به درخواست حاکمان محلی این مناطق سپاهی به مقابله مهاجمان فرستاد و ابن سنکا را شکست داد. امیر شمله نیز به اسارت نیروهای پهلوان درآمد که سراجام به دلیل جراحات و صدماتی که در جنگ دید در گذشت. ارسلان شاه در اواخر دوران حکومتش به خاطر بیماری خانه‌نشین شد و سرانجام پس از پانزده سال هفت ماه حکومت در سال ۵۷۱درسن چهل سه سالگی در گذشت